# العلاقات الألمانية البوليفية
العلاقات الألمانية البوليفية هي العلاقات الثنائية التي تجمع بين ألمانيا وبوليفيا.

## مقارنة بين البلدين
هذه مقارنة عامة ومرجعية للدولتين:
| وجه المقارنة                                              | ألمانيا                                                                              | بوليفيا                                          |
| --------------------------------------------------------- | ------------------------------------------------------------------------------------ | ------------------------------------------------ |
| المساحة (كم2)                                             | 357.41 ألف                                                                           | 1.10 مليون                                       |
| عدد السكان (نسمة)                                         | 81.29 مليون                                                                          | 11.05 مليون                                      |
| الكثافة السكانية (ن./كم²)                                 | 227.44                                                                               | 10.05                                            |
| العاصمة                                                   | بون، برلين                                                                           | سوكري، لاباز                                     |
| اللغة الرسمية                                             | اللغة الألمانية                                                                      | اللغة الإسبانية، اللغة الأيمرية، كتشوا، غوارانية |
| العملة                                                    | يورو، مارك ألماني                                                                    | بوليفاريو بوليفي                                 |
| الناتج المحلي الإجمالي (بليون دولار)                      | 3.68 تريليون                                                                         | 37.51 مليار                                      |
| الناتج المحلي الإجمالي (تعادل القوة الشرائية) بليون دولار | 3.92 تريليون                                                                         | 74.58 مليار                                      |
| الناتج المحلي الإجمالي الاسمي للفرد دولار أمريكي          | 41.31 ألف                                                                            | 3.08 ألف                                         |
| الناتج المحلي الإجمالي للفرد دولار أمريكي                 | 46.40 ألف                                                                            | 6.63 ألف                                         |
| مؤشر التنمية البشرية                                      | 0.926                                                                                | 0.662                                            |
| رمز المكالمات الدولي                                      | +49                                                                                  | +591                                             |
| رمز الإنترنت                                              | .de                                                                                  | .bo                                              |
| المنطقة الزمنية                                           | توقيت وسط أوروبا، ت ع م+01:00، ت ع م+02:00، توقيت أوروبا الوسطى المعياري (ت غ م +1) ‏ | 00                                               |

## مدن متوأمة
في ما يلي قائمة باتفاقيات التوأمة بين مدن ألمانية وبوليفية:
- ترتبط هانوفر مع لاباز باتفاقية توأمة منذ 1987.[16][16][17][17]
- ترتبط بون مع لاباز باتفاقية توأمة منذ 1983.

## منظمات دولية مشتركة
يشترك البلدان في عضوية مجموعة من المنظمات الدولية، منها:
| علم المنظمة | اسم المنظمة                        | تاريخ انضمام ألمانيا | تاريخ انضمام بوليفيا |
| ----------- | ---------------------------------- | -------------------- | -------------------- |
|             | مؤسسة التمويل الدولية              | 20 يوليو 1956        | 20 يوليو 1956        |
|             | منظمة حظر الأسلحة الكيميائية       | 29 أبريل 1997        | ?                    |
|             | يونسكو                             | 11 يوليو 1951        | 13 نوفمبر 1946       |
|             | الاتحاد الدولي للاتصالات           | 1866                 | 1 يونيو 1907         |
|             | الأمم المتحدة                      | 18 سبتمبر 1973       | 14 نوفمبر 1945       |
|             | منظمة الشرطة الجنائية الدولية      | ?                    | ?                    |
|             | البنك الدولي للإنشاء والتعمير      | 14 أغسطس 1952        | 27 ديسمبر 1945       |
|             | الاتحاد البريدي العالمي            | 1 يوليو 1875         | ?                    |
|             | مؤسسة التنمية الدولية              | 24 سبتمبر 1960       | 21 يونيو 1961        |
|             | منظمة التجارة العالمية             | ?                    | 12 سبتمبر 1995       |
|             | وكالة ضمان الاستثمار متعدد الأطراف | 12 أبريل 1988        | 3 أكتوبر 1991        |

## وصلات خارجية
- موقع وزارة الخارجية الألمانية
- موقع وزارة الخارجية البوليفية